# Slottskyrka
En slottskyrka eller ett slottskapell är en kyrksal i en slottsbyggnad. Den kan antingen brukas av slottsägaren och dennes hushåll, eller av hela den omkringliggande församlingen. 
Bland de arkitektoniskt förnämsta kan nämnas slotskapellet i Versailles i Frankrike. Bland de mer påkostade slottskyrkorna i norra Europa bör den i Frederiksborgs slott i Danmark nämnas.[källa behövs]

## Finland
Under den svenska tiden följde de kungliga slotten i Finland samma ordning som i Sverige. Från 1645 fanns ett särskilt regelverk för hovkleresiet som reglerade hovförsamlingen och dess tillhörande präster. Predikoskyldigheten gällde dock främst vid slottskyrkan i Stockholm.

### Olofsborg
Olofsborg byggdes framför allt som försvarsanläggning vid gränsen mellan det dåvarande Sverige och Novgorod, och senare mellan Sverige och storfurstendömet Moskva. Slottskapellet är beläget i ett av tornen.

### Presidentens slott
Presidentens slott i Helsingfors byggdes ursprungligen som privatbostad för Johan Henrik Heidenstrauch, men 1837 beslutade staten att lösa in huset för att bygga om det till residens för statschefen, det vill säga den ryske kejsaren. Huset byggdes om, och utvidgades då även med en grekisk-katolsk kyrka. Slottet användes då främst vid den ryska kejsarfamiljens besök i Helsingfors.
Efter Finlands självständighet från Ryssland och beslutet att Finland skulle bli en republik lät staten bygga om slottet för att bättre passa en bofast president. Kyrkosalen delades i två våningar, där den övre blev matsal och den nedre bibliotek. Sakristian blev presidentens privata bibliotek.

### Tavastehus slott
Tavastehus slott rymmer både ett slottskapell i bottenvåningen och en slottskyrka med vestibul och sakristia på den översta våningen. Båda är belägna i huvudborgen, med slottskyrkan i det så kallade Tupptornet. Den nuvarande slottskyrkan härrör från 1600-talets början.

## Sverige

### Kungliga slottskyrkor
Hovkleresiet är ett begrepp för de präster som kopplas till det svenska hovet, och förekommer som begrepp senast 1613 då kleresiet ombildades. Enligt hovkleresiets första stadgar från 1645 bestod kleresistaten av en överhovpredikant och ett antal hovpredikanter, som utnämndes av kungen och stod direkt under hovkonsistoriets tillsyn i stället för den ordinarie stiftsbiskopen och dess domkapitlet. Hovkleresiet hade predikoskyldighet vid slottskyrkan i Stockholm.

#### Drottningholms slott

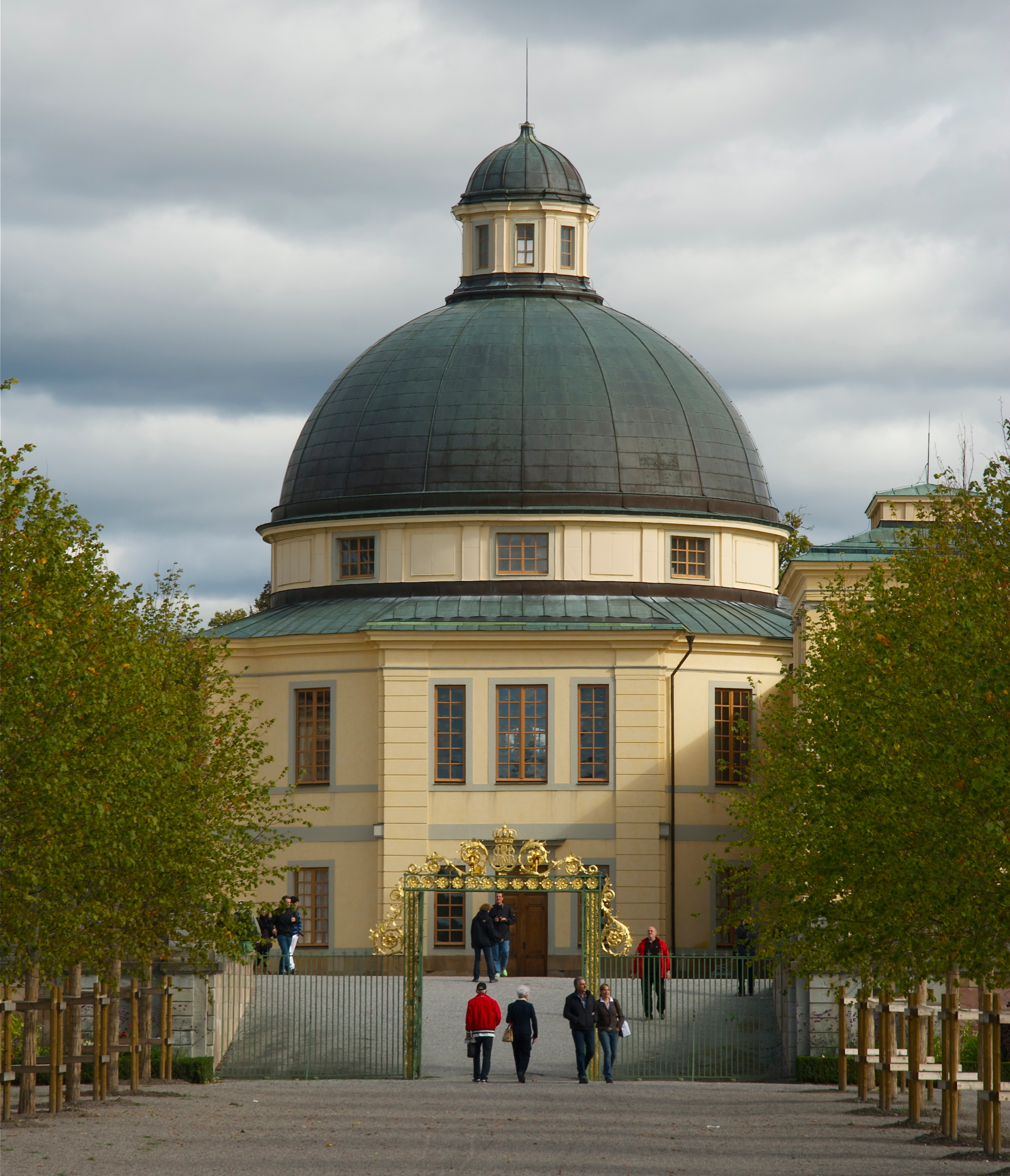
Drottningholms runda slottskyrka.

Drottningholms slottskyrka ligger i en utskjutande tillbyggnad, som utgör Drottningholms slotts norra torn. Arkitektoniska särdrag är att kyrkan är helt rund till sin form, förbindelsegången till det övriga slottet samt kungaläktaren i söder och altarets placering i norr, mitt emot kungaläktaren. 
Drottningholms slottskyrka tillhör hovförsamlingen, men då hovförsamlingen har sin huvudsakliga verksamhet på Stockholms slott är det framför allt Lovö församling inom Svenska kyrkan som firar gudstjänster i kyrkan. Under 2010-talet använde kungafamiljen slottskyrkan för dopgudstjänster för prinsessan Leonore, prins Nicolas, prins Alexander och prins Gabriel.

#### Rosersbergs slott

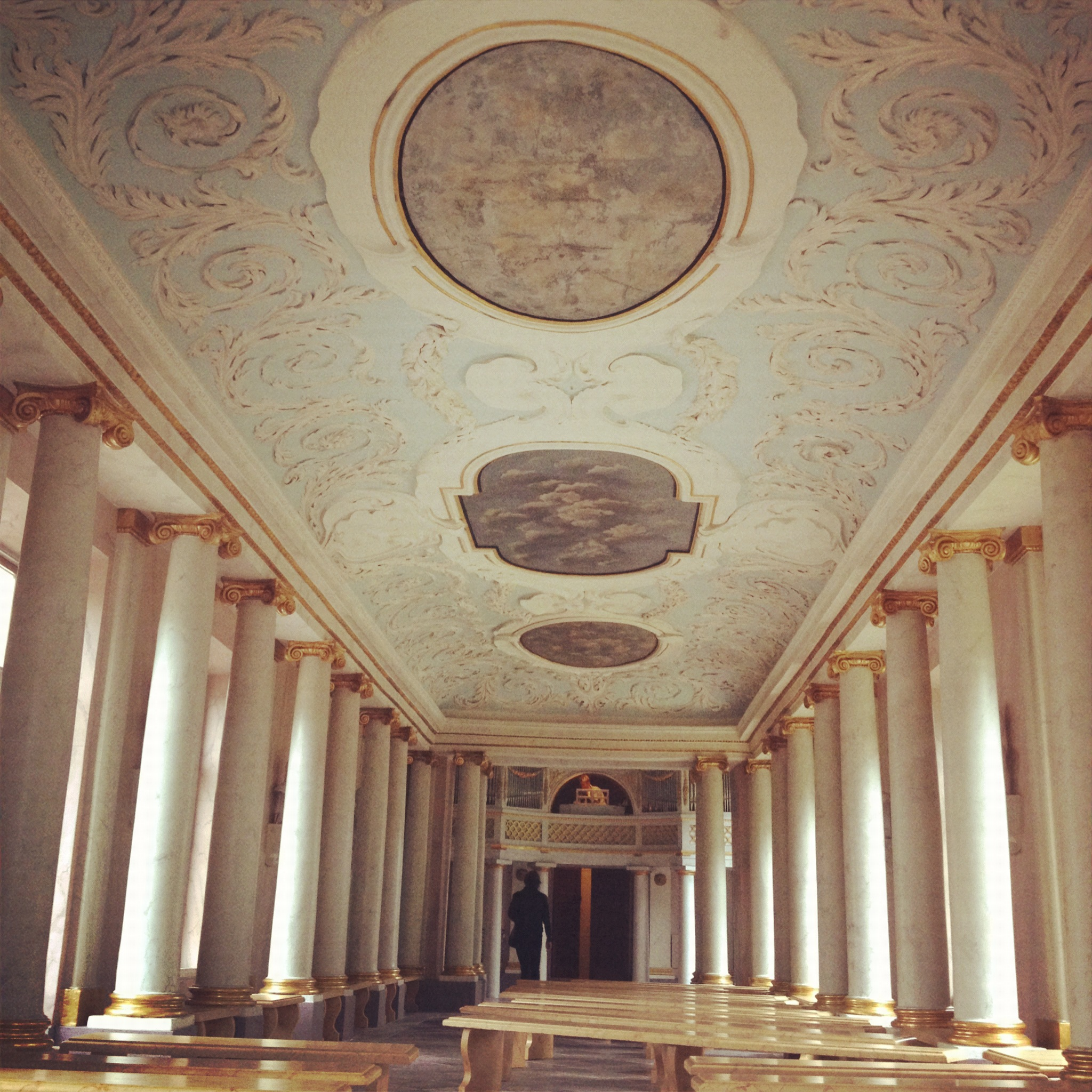
Rosersbergs slottskyrka användes för drottning Desiderias katolska gudstjänster.

Rosersbergs slott byggdes av ätten Oxenstierna, och slottskapellet i den sydöstra flygeln färdigställdes 1695. I början av 1700-talet hade kyrkan 30 kyrkbänkar, och på väggarna fanns adelsvapen från ätterna Broman och Taube. Över ingångsdörren finns en läktare, där bänkarna var särskilt fint utrustade.
Rosersberg blev kungligt slott 1762, när det togs över av den blivande Karl XIII, och slottskyrkan användes under hans tid som gudstjänstlokal. Karl XIV Johan och drottning Desideria lät färdigställa kyrkan, och lät installera en ny orgel. Som svensk tronarvinge och kung behövde Karl XIV Johan konvertera till luthersk tro men drottning Desideria använde kyrkan för hennes katolska gudstjänster.
Idag är kapellet tillgängligt för framför allt vigslar, och förvaltas av Hovstaterna.

#### Stockholms slott

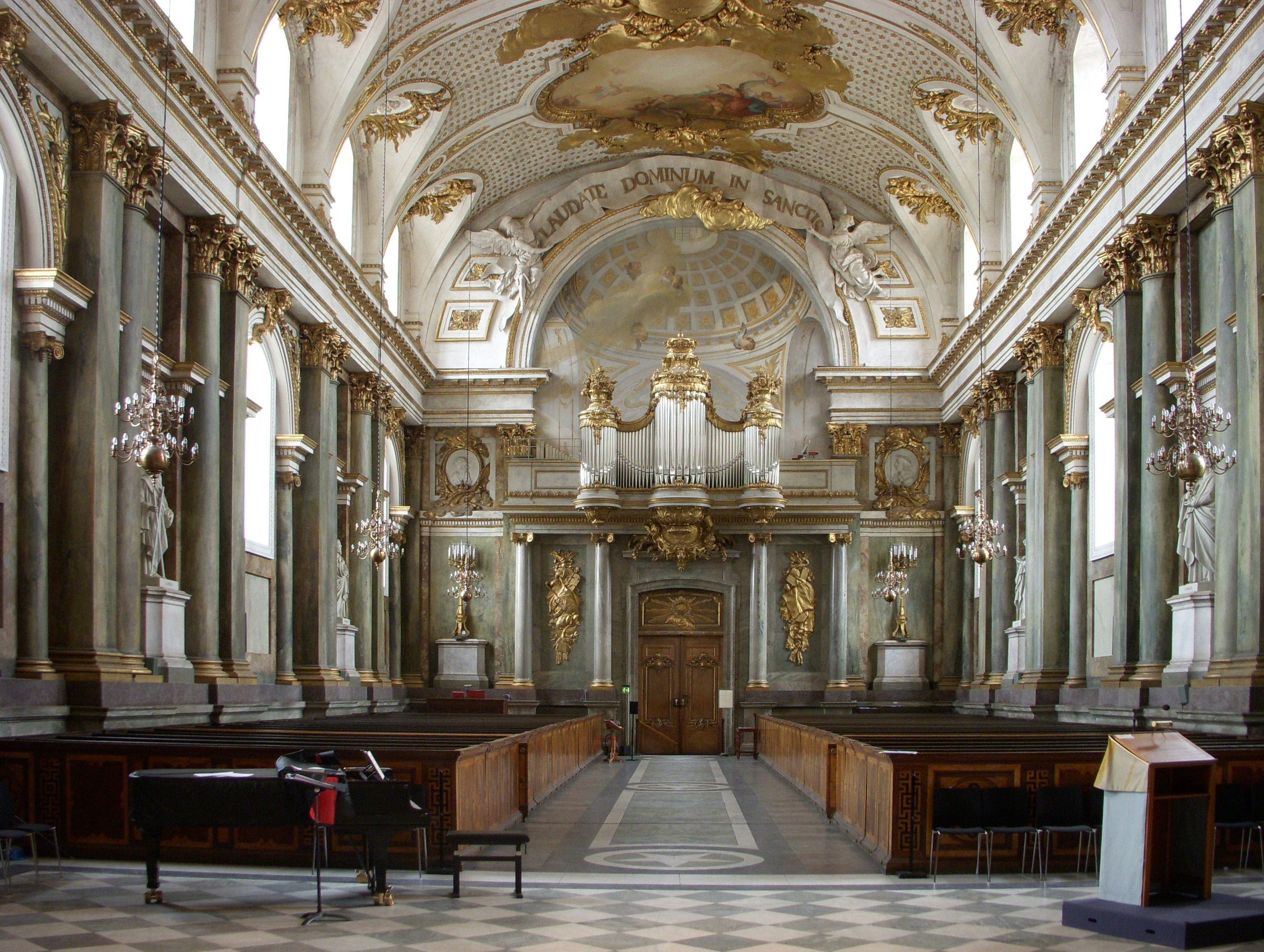
Långskeppet och orgeln i Slottskyrkan på Stockholms slott, sett från koret.

Vid slottet Tre kronor och sedermera Stockholms slott har det funnits både slottskyrka och hovförsamling med egna präster sedan 1200-talet. Under den tidigmoderna tiden lät Johan III uppföra en slottskyrka i slottet Tre kronors norra länga. Karl XI lät restaurera och återinviga den 1696, men kyrkan förstördes i den stora slottsbranden 1697.
När Stockholms slott återuppbyggdes placerades slottskyrkan och Rikssalen i slottets södra länga. Delar av bänkarna och kyrksilvret flyttades över till den nya slottskyrkan och används fortfarande.
Från reformationens början under det tidiga 1500-talet har det även förekommit separata slottskapell där katolskt troende kunnat fira mässa enligt sin tro. Samtidigt som Johan III lät bygga sin slottkyrka inrättade till exempel hans drottning Katarina Jagellonica ett sådant slottskapell i Stockholms slott.
Dagens slottskyrka vid Stockholms slott är församlingskyrka för Hovförsamlingen. Som i alla andra församlingar inom Svenska kyrkan är gudstjänsterna öppna för allmänheten. Slottskyrkan används också för kyrkliga handlingar inom kungafamiljen och hovet.

#### Strömsholms slott
Slottskapellet i Strömsholms slott planerades av arkitekt Nicodemus Tessin den äldre redan på 1660-talet, men kom inte att inredas förrän på 1730-talet, och då av Carl Hårleman. Hårlemans inredning samt orgeln från 1746 är särskilt utmärkande drag. Idag används kapellet av Kolbäck-Säby församling inom Svenska kyrkan. Slottskapellet är också öppet för vigslar för allmänheten.

#### Ulriksdals slottskapell

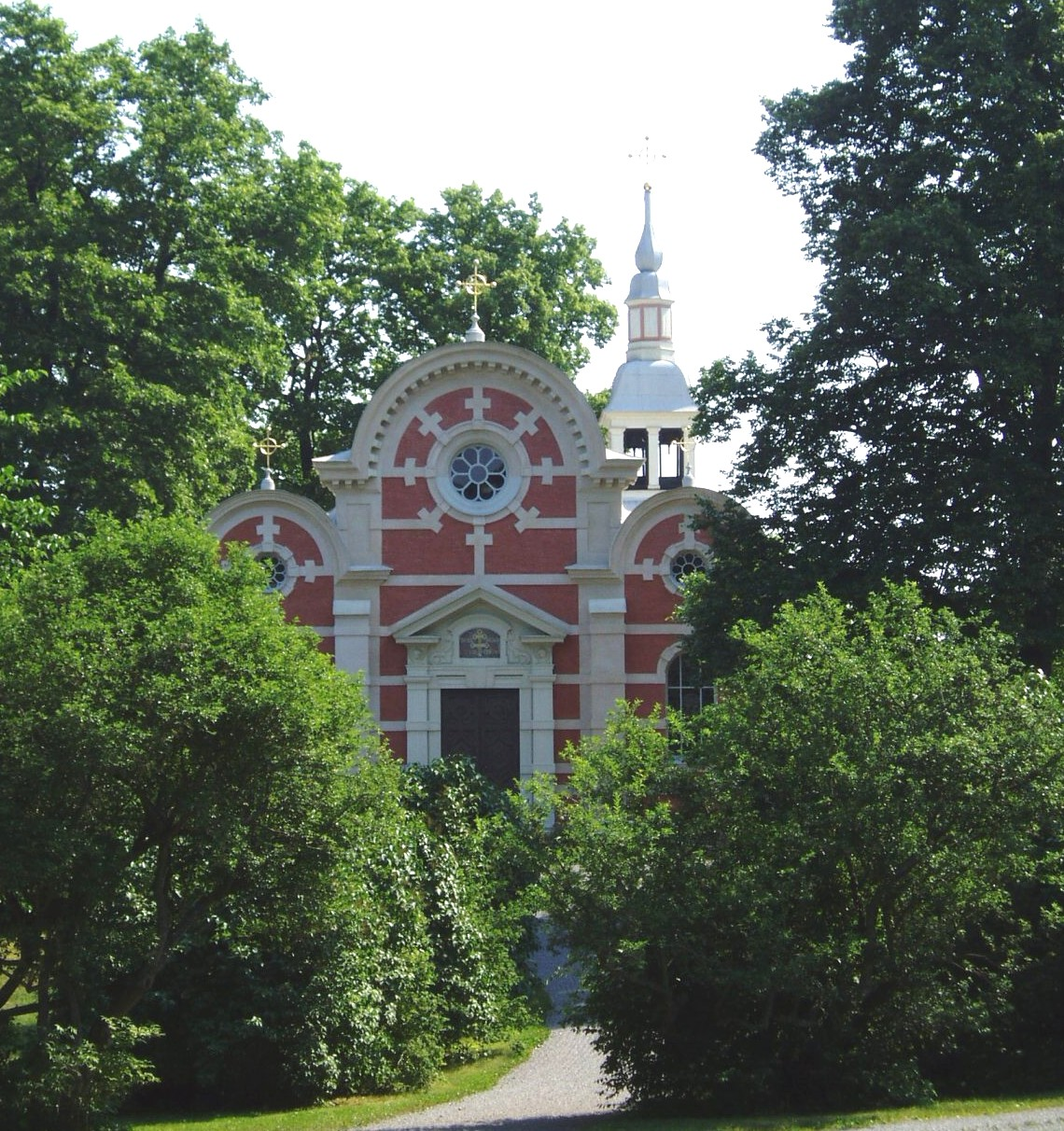
Ulriksdals slottskapell är uppfört i holländsk nyrenässans.

Ulriksdals slottskapell inreddes 1662 i slottets norra flygel, men har sedan 1690 funnits i en fristående byggnad på en udde i sjön Mälaren, omedelbart söder om slottet. Det första fristående kapellet ägnades åt Heliga Trefaldighet, men revs av Gustav III år 1774.
Ett nytt kapell uppfördes på samma plats, så sent som 1863–1865. Det kallades då Drottning Lovisas kapell, efter Karl XV:s hustru Lovisa av Nederländerna.
Idag används kapellet av Solna församling i Svenska kyrkan för gudstjänster, vigslar och dop.

### Andra slottskyrkor och kapell

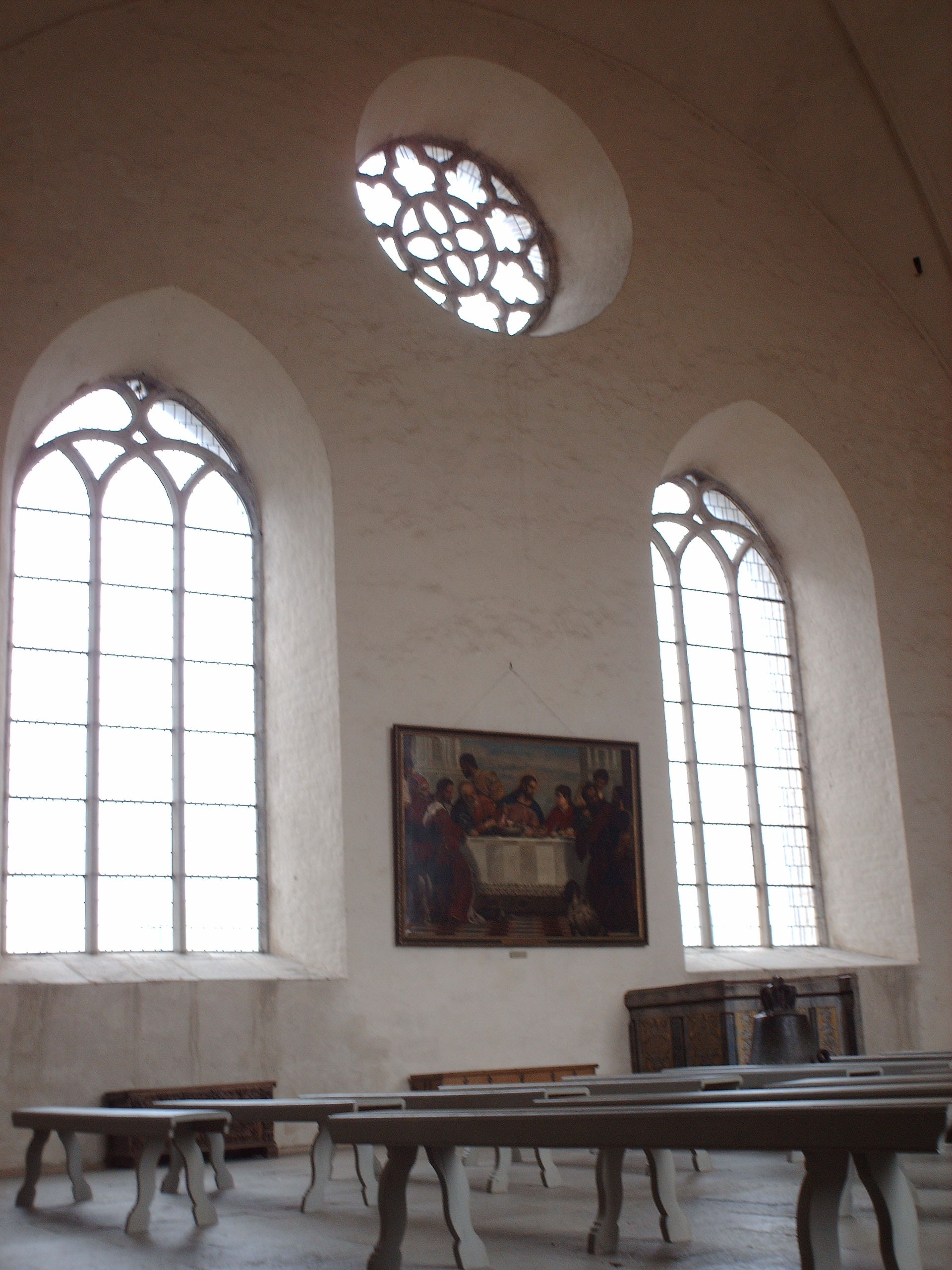
Slottskyrkan i Vadstena slott.

Kyrksalar finns även i äldre kungliga byggnader såsom Kalmar slottskyrka och slottskyrkan i Vadstena slott. Också adelns slottsbyggnader har ofta haft kyrksalar. Bland de som ännu är i bruk kan nämnas Finspångs slottskapell, Torpa stenhus, Läckö slott och Nya Slottet Bjärka-Säby. 
De privata slottskyrkorna används idag främst för kyrkliga ceremonier såsom vigslar och dop; funktionen som församlingskyrka för de boende på slottet eller godset har upphört. Sedan Bjärka-Säby donerades till Sionförsamlingen i Linköping på 1980-talet har dock hela slottet använts för kyrklig verksamhet och tidvis även fungerat som en kristen kommunitet.